# Jak se krotí krokodýli

Jak se krotí krokodýli est une comédie tchèque réalisée par Marie Polednaková.

## Synopsis
Le film raconte les vacances d'une famille décomposée, entre le père qui devient infirmière pour une excursion scolaire dans les Tatras en Slovaquie, le grand-père qui cherche une nouvelle jeunesse et le petit-fils qui tente de cacher une excursion.

## Fiche technique
- Metteur en scène : Marie Poledňáková
- Scénario : Marie Poledňáková
- Pays :  République tchèque
- Durée : 112 minutes

## Distribution
- Miroslav Etzler : Luboš Rychman
- Ingrid Timková : Anna Rychmanová
- Jiří Mádl : Vašek Rychman
- Václav Postránecký : Amálka Rychmanová
- Eva Holubová : le grand-père Pepík
- Sabina Laurinová : Maman Koudelková
- Jitka Schneiderová : l'institutrice Alice
- Jaroslava Kretschmerová : l'institutrice Kája
- Barbora Štěpánová : Julča
- Naďa Konvalinková : Boženka
- Žofie Tesařová : Amálka Rychmanová
- Josef Náhlovský : le chauffeur de tracteur Jeníček
- Tereza Duchková : le maire
- Vlastimil Harapes : maître de danse

## Récompense
- Nomination pour un lion tchèque dans la catégorie son.